# Elif
Elif – turecki serial obyczajowy emitowany od 15 września 2014 do 7 czerwca 2019 w Kanal 7.
W Polsce serial był emitowany w TVP1 od 8 maja 2017 do 18 marca 2022, stając się najdłużej emitowanym tureckim serialem w historii polskiej telewizji.

## Fabuła

### Seria 1
Elif, 6-letnia dziewczynka, jest zagrożona sprzedażą na spłatę długów ojczyma, Veysela Şimşeka. Jej matka, Melek, ucieka przed brutalnym mężem. Gdy kobieta dowiaduje się, że stan jej zdrowia jest poważny, zostawia Elif pod opieką swojej najlepszej przyjaciółki, Ayşe Doğan, pokojówki w posiadłości Emiroğlu. Ayşe próbuje uzyskać zgodę rodziny Emiroğlu na opiekę nad Elif w rezydencji. Utrzymuje jednak w tajemnicy fakt, że Elif jest biologicznym dzieckiem Kenana, najstarszego syna rodziny. Mężczyzna jest teraz żonaty z Arzu Karapinar. Mają córkę, Tuğçe Emiroğlu, która jest bardzo rozpieszczoną dziewczyną znaną ze złego temperamentu. Elif jest zmuszona mieszkać w luksusowej posiadłości, z dala od ukochanej matki i nieświadoma swojej bliskości z biologicznym ojcem.
Żona Kenana, Arzu, czuje się zagrożona. Ona i jej ojciec, Necdet Karapinar, spiskowali, by ukryć przed Kenanem tajemnicę dotyczącą jej córki, Tuğçe. Arzu zrobi wszystko, aby utrzymać swoją pozycję w rodzinie, stwarzając niebezpieczeństwo dla Elif. Jednakże, gdy przestępstwa popełnione przez Necdeta i Arzu zostają ujawnione, Melek i Kenan łączą się ponownie. Melek stara się upewnić, że Kenan i Elif nie zostaną ponownie rozdzieleni.
Tymczasem Selim i Zeynep zakochują się w sobie i wspierają, pomimo wielu przeszkód. Ich szczęście prawie dobiega końca, gdy podczas ich ślubu Zeynep zostaje postrzelona przez Arzu.

### Seria 2
Zeynep trafia do szpitala postrzelona przez Arzu. Kenan ginie w wypadku samochodowym. Okazuje się jednak, że mężczyzna żyje, i zostaje odnaleziony przez Melek. Kobieta przyprowadza Kenana do rezydencji, gdzie witają go Tuğçe i Elif. Necdet poślubia Goncę. Ipek wyjeżdża do Ameryki. Kobieta przekazuje Kenanowi list, z którego ten dowiaduje się, że Elif jest jego córką. Podczas podróży Meliha, Efruz i Elif, dochodzi do wypadku. Melek podupada na zdrowiu psychicznym. Elif zostaje odnaleziona. Mushin i Nurten opiekują się dziewczynką. Seher, siostra Nurten, zaczyna pracę u Emiroğlu. Arzu doprowadza do śmierci Nurten i Mushina, a Elif trafia do domu Cemala. Podczas pobytu w domu mężczyzny, dziewczynka zaprzyjaźnia się z jego córką, Inci. Melek i Kenan poszukują Elif, która zostaje odnaleziona przez Veysela. Mężczyzna odprowadza ją do rezydencji Emiroğlu. Necdet umiera, a Gonca wychodzi za mąż za Serdara. Melek przyjmuje oświadczyny Kenana. W dniu ich ślubu Arzu podpala chatkę, w której znajdują się Melek, Kenan, Elif i Tuğçe, czekając na rozpoczęcie ceremonii. 

### Seria 3
Kenan i Tuğçe zginęli w zainicjowanym przez Arzu pożarze domu. Melek i Elif przeżyły tragiczny incydent. Melek podejmuje pracę w szwalni Cevahira gdzie z czasem awansuje. Dzięki Elif poznaje księgarza Yusufa z którym się zaprzyjaźnia. Z czasem połączy ich coraz głębsze uczucie. Wraz ze śmiercią Kenana, Selim zostaje szefem rodzinnego biznesu. Emiroğlu borykają się z trudnościami finansowymi. Serdar z pomocą Ümita stara się doprowadzić kierowaną przez Selima firmę do bankructwa. 
Arzu zostaje zwolniona z leczenia w szpitalu psychiatrycznym i szuka zemsty na rodzinie Emiroğlu. Selim po próbie jej zastrzelenia, trafia do więzienia. Arzu przeżywa niemal śmiertelny incydent i nadal zagraża bezpieczeństwu i dobrobytowi rodziny. Wraz ze swoim nowym mężem, Ümitem, przejmują rezydencję Emiroğlu. Rodzinie Emiroğlu pomaga Yusuf który oferuje im mieszkanie u siebie gdy ci muszą opuścić kolejny dom. Melek i Zeynep pracują, aby przyczynić się do finansów rodziny. Arzu wchodzi w spółkę ze szwalnią Cevahira, tylko by móc upokorzyć Melek. Próbuje też zaszkodzić Yusufowi. Arzu zabija Goncę, aby sfałszować swoją śmierć, po czym rozpoczyna nowe życie pod zmienionym nazwiskiem. Zabija też nieumyślnie swojego męża, Ümita, popychając go podczas kłótni. U Selima zdiagnozowano raka. Mężczyzna wraz z Zeynep oraz Aliye wyjeżdża do Ameryki na leczenie. Na weselu Melek i Yusufa pojawia się Mustafa, który oferuje mu pomoc ciotki Macide. Yusuf odmawia, gdyż nieżyjący mąż kobiety przyczynił się do śmierci jego ojca, brata Macide. Yahya otrzymuje od Tarıka zadanie zgładzenia Yusufa. Melek, Yusuf wraz z Elif i Inci wyruszają w podróż, by zacząć nowe życie w innym mieście.

### Seria 4
Życie Elif zmienia się, gdy jej matka wychodzi za Yusufa. Podczas przeprowadzki do innego miasta, Yusuf ginie w wypadku samochodowym. Melek i Elif ponownie zostają rozdzielone, a dziewczynka trafia do szpitala. Sześć miesięcy później Elif trafia do domu Macide i próbuje rozpocząć nowe życie, napotykając na presję ze strony zięcia Macide, Tarıka. W pogoni za spuścizną teściowej, Tarık chce pozbyć się Elif i powierza ją w tajemnicy pod opiekę surowej pokojówce Vildan która na początku bardzo źle ją traktuje i każe pracować ponad siły. Jednak dziewczynka ma zwolenniczkę, Reyhan, która opuściła rodzinę, aby podjąć studia w Stambule. Zobowiązuje się chronić Elif przed członkami rodziny, którzy oczekują jej odejścia. Hümeyra, siostra Kerema, pragnie ślubu Kerema i Parli. Widząc, że Tarık posuwa się za daleko, Vildan potajemnie wywozi Elif z rezydencji. Wcześniej kradnie z sejfu Macide dużą sumę pieniędzy na utrzymanie swoje i Elif. Nie mogąc odnaleźć siostry Jülide, powierza Elif dawnej koleżance Semie i jej mężowi Caferowi. Ci jednak są bardzo chciwi i traktują Elif źle licząc na duże pieniądze od Vildan. Gdy bandyci Tarıka atakują Cafera i Semę, dziewczynka ucieka po czym zostaje odnaleziona przez Vildan z którą zamieszkuje w wynajętym domu. Tam oglądając reportaż w telewizji rozpoznaje swoją matkę Melek. Niedługo potem powracają do rezydencji. Vildan szantażuje Tarıka by ten dał im spokój gdy ten próbuje ich wywieźć do Bułgarii. Parla usiłuje zdobyć serce Kerema i bardzo źle traktuje i poniża Reyhan w której widzi rywalkę. Dziewczynę odwiedza matka z którą opuszcza rezydencję. Tymczasem Melek utraciła pamięć i mieszka w pustostanie, włócząc się po ulicach. Kobieta próbuje odnaleźć córkę. Kiedy jej tymczasowy dom zostaje wyburzony, udaje się do domu Jülide, gdzie zostaje odnaleziona przez İnci, Tülay i Veysela. Do rezydencji przybywa Süreyya, córka zmarłej pokojówki. Macide traktuje ją jak członka rodziny. Dziewczyna w dzieciństwie dokuczała Keremowi więc ten początkowo jest jej niechętny lecz z czasem łączy ich coraz głębsze uczucie. Elif bierze udział w sesji zdjęciowej do plakatów reklamowych firmy Haktanırów, co spotyka się z ostrym sprzeciwem Tarıka. Ten zleca podpalenie magazynu firmy, jednak po pożarze jeden z nadpalonych plakatów trafia niesiony wiatrem do Melek, która rozpoznaje na nim córkę. Tarık usiłuje zaatakować Melek, porywa ją i wywozi za miasto. Veysel ratuje Melek z rąk ludzi Tarıka, zdobywając dane tablic rejestracyjnych od kolegi policjanta. Zostaje w zemście zastrzelony przez Tarıka. Parla aranżuje spisek z Çağlarem, w wyniku którego ulega wypadkowi. Kerem z litości obiecuje jej ślub, czym doprowadza do smutku Süreyyę. Mustafa, sługa Macide, zostaje zabity przez ludzi Tarıka, wcześniej nagrywa potajemnie wszystko na telefon. Policja znajduje jego ciało namierzając sygnał telefonu. Macide widząc to wpada w panikę. Tarık wiedząc, że jest poszukiwany okrada rodzinę i ukrywa się razem z Raną, której obiecuje nowe życie za granicą. Wcześniej przez przekupionego prawnika przejmuje kontrolę nad udziałami Hümeyry, które zamierza sprzedać. Hümeyra niedługo potem dowiaduje się o jego romansie z Raną. W szoku traci ciążę z córką i trafia do szpitala, gdzie odnajdują ją Kerem i Macide. Melek, podczas pracy w domu Macide i Kerema, w końcu odnajduje swoją córkę. Razem Melek i Elif postanawiają uciec. W międzyczasie Tülay i İnci spotykają się z Elif, a następnie przeprowadzają do innego miasta. Dzięki nagraniu z telefonu Mustafy, policja poszukuje Tarıka, który wkrótce potem zostaje aresztowany. Rıza, jeden ze zbirów Tarıka, próbuje zastrzelić Melek i Elif, które jednak uchodzą z życiem. Süreyya opuszcza rezydencję i podejmuje pracę w Londynie. Parla, słysząc strzał, zrywa się z wózka inwalidzkiego, a ślub z Keremem zostaje przerwany.

### Seria 5
Trzy miesiące później Melek i Elif prowadzą szczęśliwe życie w domu wynajętym od Sedata, który okazuje się uprzykrzającym im życie szantażystą i stalkerem. Spotykają nauczycielkę Aslı, nową, najlepszą przyjaciółkę. Do holdingu Haktanirów przybywa nowy dyrektor Mahir wraz z nowym stażystą, Akınem. Akın nie może porozumieć się z Birce. Pomimo odwołanego ślubu, Parla wprowadza własne porządki w rezydencji co wywołuje niezadowolenie u Hümeyry. Macide choć widzi problem, stara się temu nie sprzeciwiać. Kıymet, po trzydziestu latach, przybywa do rezydencji swojej siostry, Macide. Kobieta dąży do zemsty, ponieważ jej mąż zostawił ją w ciąży z synem Mahirem i związał się z Macide. Tarık, przebywając w więzieniu, usiłuje zagrozić Hümeyrze i nasyła na nią Rızę. Hümeyrę przypadkowo ratuje Levent. Tufan, ojciec Emirhana zaczyna prześladować Jülide współpracując z Leman i Alev. Kerem oferuje pracę Leventowi, zamierzając ochronić Hümeyrę przed ludźmi Tarıka. Rana przejmuje udziały Hümeyry w firmie, działając na jej szkodę, podejmując niekorzystne decyzje i źle traktując pracowników zwłaszcza Birce. Chcąc utrzymać siebie i Elif, Melek podejmuje pracę w domu Figen. Kobieta jednak jest wymagająca i bardzo źle ją traktuje, w związku z czym Melek rezygnuje z zatrudnienia. Aslı, w tajemnicy przed dyrektorem placówki, zapisuje Elif do szkoły. Kobieta, po kolejnej reprymendzie ze strony przełożonego, zostaje zwolniona z pracy. Okazuje się, że Mahir z holdingu jest synem Kiymet. Jülide postanawia zerwać z Şafakiem. Tufan doprowadza do wypadku Jülide. Alev daje Emirhana pod opiękę Leman sama udając przyjaciółkę Jülide. Şafak okłamywany przez Jülide postanawia zerwać kontakty z nią. Aslı organizuje Elif stypendium w fundacji Macide w celu umożliwienia dziewczynce kontynuacji nauki. Hümeyra i Levent zbliżają się do siebie, co zauważa Kiymet. Hümeyra ratuje Leventa gdy ten jest zaatakowany w lesie przez ludzi Tarıka. Aslı zostaje asystentką Kerema w firmie, wzbudzając zazdrość u Parli. Chcąc pozbyć się Elif, Melek i Aslı z mieszkania, Sedat wybija im szyby w oknach. Kobiety uciekają i znajdują tymczasowe schronienie w lokalnym meczecie. Macide i Arif poznają Sedata, który wyjaśnia im, jak znaleźć Melek i Elif. Macide, Arif i Sedat prawie odnajdują Melek i Elif, jednak znajdują tylko lalkę Elif. Później Melek, Elif i Aslı przeprowadzają się do nowego mieszkania. Rana przeciąga ludzi Tarika na swoją stronę i odnajduje Sedata, z którym zaczyna współpracować. Elif ulega wypadkowi, potrącona przez samochód Mahira, trafia do szpitala. Melek poznaje Mahira w szpitalu i z czasem zbliżają się do siebie, podczas gdy Macide zaczyna chorować z winy Kiymet. Melek zostaje porwana z ulicy przez ludzi Tarıka, lecz niedługo potem zostaje porzucona nieprzytomna w starym magazynie. Wcześniej Rıza próbuje ją zastrzelić, ale powstrzymuje go wspólnik, chwytając za broń. Kobietę ratuje Mahir, gdy ta wcześniej dzwoni do Aslı z telefonu porywaczy. Elif przychodzi do Macide po pomoc. Mówi o porwaniu Melek lecz ta ich nie pamięta. Po faktach przypomina sobie Serçe i Elif. Mahir przywozi Melek do domu. Macide, Kiymet i Elif jadą do domu Melek. Melek mówi, że nie wróci do rezydencji. Melek odkrywa, że Macide jest chora. Parla i Kerem ustalają datę ślubu. Kiymet jest szczęśliwa, jednak Hümeyra i Macide nie. Asli i Kerem zbliżają się do siebie. Jülide prosi Safaka o wybaczenie. Parla bierze drugi ślub z Keremem, lecz ucieka przez Çaglara. Jülide bierze ślub z Şafakiem. Podczas ślubu Alev porywa Emirhana, jednak dzięki interwencji Elif, Melek znajduje go. Kıymet wyrzuca Melek z rezydencji i doprowadza do jej aresztowania. Mahir dowiaduje się, że Melek była żoną Yusufa i spadkobierczynią Macide, sprzeciwia się niecnym planom matki. Wynajmuje prawniczkę Fikret, która oferuje pomoc Melek. Kıymet zabija Fikret, by ta nie mogła pomóc Melek. Kobieta zostaje jednak uniewinniona i z pomocą Hümeyry próbuje pozbyć się Kıymet. Mahir zaczyna pomagać Melek, w której się zakochał. Rana przybywa do rezydencji. Później postrzeliwuje Kiymet. Kiymet zaciąga Macide do garażu, gdzie przybywają też Mahir i Kerem. Gdy Mahir zamierza wyznać wszystkim prawdę, Kıymet chwyta za broń i strzela do Kerema, Mahira i Macide. Hümeyra przybywa na miejsce z Leventem. Przychodzą też Elif i Melek. Macide ginie w zamachu, Kerem zostaje przetransportowany do szpitala, natomiast Mahir odnosi lekkie obrażenia. Elif, Melek i Mahir wspólnie rozpoczynają szczęśliwe życie. Leman cieszy się ze szczęścia Şafaka i Jülide.

## Obsada
- Isabella Damla Güvenilir jako Elif Şimşek / Emiroğlu (seria 1–5)
- Selin Sezgin jako Melek Özer / Şimşek / Üstün (seria 1–5[a])
- Altuğ Seçkiner jako Kenan Emiroğlu (seria 1)
- Volkan Çolpan jako Kenan Emiroğlu (seria 2)
- Cemre Melis Çınar jako Arzu Karapınar / Emiroğlu / Koroğlu (odc. 1–560[b])
- Hasan Ballıktaş jako Veysel Şimşek (odc. 1–741[c])
- Zeynep Öğren jako Tuğçe Emiroğlu (odc. 1–361[c])
- Emre Kıvılcım jako Selim Emiroğlu (odc. 1–557[c])
- Gülçin Tunçok jako Zeynep Şimşek / Emiroğlu (odc. 1–557[c])
- Ozanay Alpkan jako Ayşe Doğan (odc. 1–84[c])
- Tevfik Yapıcı jako Hüsnü Çakır
- Aysun Güven jako Aliye Emiroğlu (odc. 1–557[c])
- Batuhan Soncul jako Murat Şimşek (odc. 1–560[c])
- İlker Gürsoy jako Melih Özer (odc. 21–247[c])
- Gülfer Sarıgül jako Ipek Emiroğlu (odc. 1–30[c])
- Sinem Karanfil jako Ipek Emiroğlu (odc. 31–56[c])
- Esin Benim jako Ipek Emiroğlu (odc. 57–230[c])
- Uğur Tekin jako Nadir
- Pelin Çalışkanoğlu jako Pelin
- Umut Ölçer jako Erkut Şahin (seria 1–3)
- Dilara Yüzer jako Gonca Tunç / Karapinar / Acar (odc. 1–555[c])
- Taliha Sonağ jako Şerife Ercan
- Zeynep Buse Kale jako Şeyda Coşkun (odc. 2–176[c])
- Sinem Akman jako Feraye
- Ayşegül Yalçıner jako Kiraz (odc. 48–259[c])
- Kerem Akdeniz jako Sadık (odc. 47–259[c])
- Ayşe Zekiye Baçkır jako Gülnur
- Derya Şen jako Tülay Şimşek (odc. 144–753[c])
- Kıvılcım Kaya jako Efruz Baba
- Yurdaer Tosun jako Hasan
- Hakan Bozyiğit jako Serdar Acar
- Gürhan Gülbahar jako Necdet Karapınar (odc. 188–357[c])
- Beril Eda Yesil jako Feride (seria 2–3)
- Ayla Tiğli jako Melahat
- Caner Sölmaz jako Hamit
- Ali Akyüz jako Muhsin (odc. 251–298[c])
- Benan Yuce jako Nurten (odc. 251–298[c])
- Ozlem Bölukbasi jako Seher (odc. 264–302[c])
- Abdullah Sekeroglu jako Cemal
- Tugba Duygu Erman jako Asuman Yilmaz / Şahin
- Deniz Irem Morkoç jako Inci Yılmaz (odc. 301–753[c])
- Asuman Kostak jako Rabia
- Ilayda Uzun jako Ebru
- Muge Esmeray jako Bahriye
- Serhat Üstündağ jako Cevahir Özgüçlü
- Esra Öztop jako Aysel
- Efsun Akkurt jako Filiz Öğretmen
- Merve Kayaalp jako Gülay
- Elif Tiğli jako Suna
- Seher Irmak jako Şukriye
- Umut Özkan jako Yusuf Üstün (odc. 362–560[c])
- Emre Çaltılı jako Ümit Koroğlu (odc. 373–558[c])
- Olcay Karakaplan jako Cansu
- Aysenur Nair jako Beril
- Melis Alevok jako Ayla Tasdemir / Şimşek (odc. 431–560[c])
- Eda Erol jako Sitare
- Nigar Şen jako Leyla (odc. 477–560[c])
- Nuray Erkol jako Fevziye
- Nurcan Çalışır jako Julia
- Cemal Gönen jako Orhan
- Aytek Önal jako Onur
- Caner Atacan jako Yahya
- Oğuz Yağcı jako Mustafa
- Çağla Şimşek jako Reyhan Goksu (odc. 561–625[c])
- Nevzat Can Rüzgar jako Kerem Haktanır
- Murat Prosçiler jako Tarık Karakaş
- Nur Gürkan jako Macide Haktanır
- Özge Yıldırım jako Vildan Çelik (odc. 561–755[c])
- Berna Keskin jako Hümeyra Haktanır / Karakaş (odc. 561–940[c])
- Seyda Bayram jako Parla Somer
- Mediha Aydın jako Yıldız
- Cenay Türksever jako Yunus Eldener
- Uğur Özbağı jako Şafak Yıldırım
- Melis Koç jako Jülide Çelik / Yirdirim
- Ömer Faruk Çaliskan jako Emirhan Çolak
- Parla Şenol jako Leman Yıldırım
- Yıldız Asyalı jako Rana Kaya
- Burcu Karakaya jako Birce Demiray
- Abdullah Kayabaş jako Zafer
- Adem Yavuz Özata jako Cafer
- Gamze Karababa jako Sema
- Caner Şimşek jako Tolga
- Betül Dikyol jako Filiz
- Melisa Döngel jako Süreyya Demir
- Cihan Çulfa jako Cem
- Yargı Eylem Ferzan jako Alev
- Murat Cen jako Rıza
- Koray Samut jako Doğan
- Canberk Kuzu jako Çağlar
- Nalan Olcayalp jako Nalan
- Özlem Savaş jako Kıymet Keskin
- Fatih Ayhan jako Mahir Keskin (odc. 756-940[c])
- Cem Kılıç jako Levent Bakır
- Ece Baliç jako Aslı Türkoğlu
- Selim Aygün jako Tufan Çolak
- Hasan Denizyaran jako Akın Yuksel
- Serdar Çakmak jako Sedat
- Berkan Oral jako Arif
- Aynur Seren jako Gülsüm
- Canan Öztürk jako Figen
- Funda Pelin Kurt jako Fikret Ovali
- Gülşah Yavuz jako Kadir (Gwiazda)
- Sezer Keser jako Çiçek
- Sinem Burcu Kalayci jako Nesrin
- Ceyda Elkaya jako Fidan

## Spis serii
| Seria | Odcinki       | Odcinki        | Premierowa emisja | Premierowa emisja | Premierowa emisja | Premierowa emisja | Pora emisji                |
| Seria | Turcja        | Polska         | Premiera serii    | Finał serii       | Premiera serii    | Finał serii       | Pora emisji                |
| ----- | ------------- | -------------- | ----------------- | ----------------- | ----------------- | ----------------- | -------------------------- |
| 1     | 1–183 (183)   | 1–186 (186)    | 15 września 2014  | 29 maja 2015      | 8 maja 2017       | 1 lutego 2018     | poniedziałek–piątek, 14.00 |
| 2     | 184–361 (178) | 187–416 (230)  | 28 września 2015  | 3 czerwca 2016    | 2 lutego 2018     | 1 lutego 2019     | poniedziałek–piątek, 14.00 |
| 3     | 362–560 (199) | 417–673 (257)  | 19 września 2016  | 23 czerwca 2017   | 4 lutego 2019     | 25 lutego 2020    | poniedziałek–piątek, 14.00 |
| 4     | 561–755 (195) | 674–924 (251)  | 18 września 2017  | 15 czerwca 2018   | 26 lutego 2020    | 24 lutego 2021    | poniedziałek–piątek, 14.00 |
| 5     | 756–940 (185) | 925–1165 (241) | 17 września 2018  | 7 czerwca 2019    | 25 lutego 2021    | 18 marca 2022     | poniedziałek–piątek, 14.00 |

## Nagrody i nominacje
| Rok  | Nagroda           | Kategoria                             | Rezultat  | Dodatkowe informacje |
| ---- | ----------------- | ------------------------------------- | --------- | -------------------- |
| 2015 | SCTV Awards 2015  | Najpopularniejszy program zagraniczny | Nagroda   | Nagroda specjalna    |
| 2019 | Produ Awards 2019 | Telenowela w języku obcym             | Nominacja | –                    |